# Passage de Crimée
Le passage de Crimée est une voie du 19e arrondissement de Paris, en France.

## Situation et accès
Le passage de Crimée est situé dans le 19e arrondissement de Paris. Il débute au 219-223, rue de Crimée et se termine au 52, rue Curial.

## Origine du nom

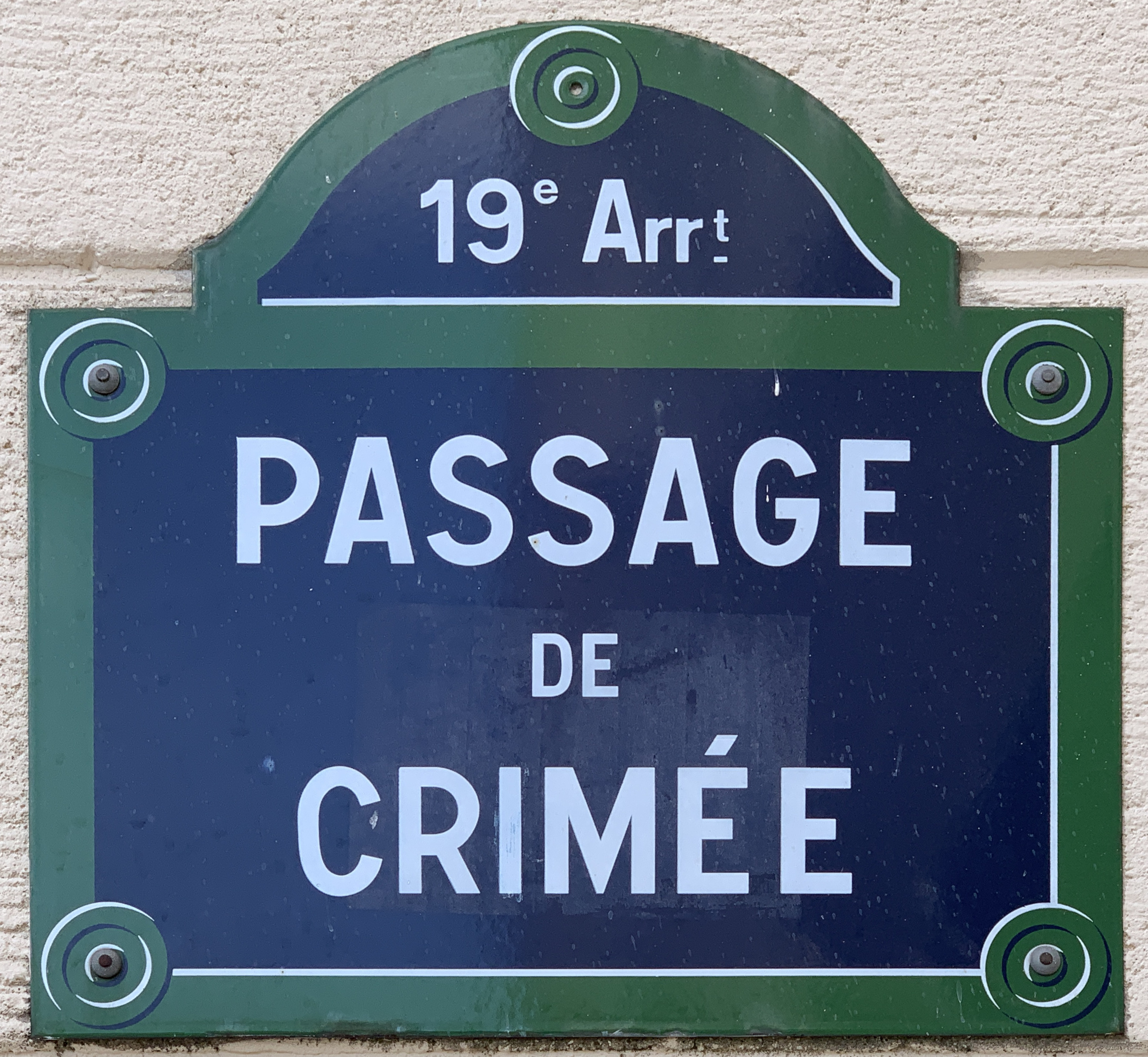
Plaque du passage.

Elle porte ce nom en raison du voisinage de la rue de Crimée. 

## Historique
Cette voie ouverte en 1859 sous le nom de « passage Saint-Hilaire » a reçu sa dénomination actuelle par un arrêté du 1er février 1877 avant d'être classée dans la voirie parisienne par un décret du 13 février 1939.

## Bâtiments remarquables et lieux de mémoire
- No 4 : immeuble réalisé en 2022 par l'architecte Kengo Kuma[1].